# Michael Fendre

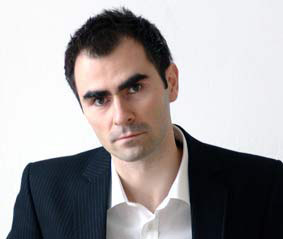
Michael Fendre

Michael Fendre (* 12. Mai 1974 in Bruck an der Mur) ist ein österreichischer Dirigent. 
Erste musikalische Erfahrungen als Dirigent sammelte Michael Fendre schon als Student durch das von ihm 1996 in Graz gegründete Streichorchester Arco Musicale. Bald wurde er als Gastdirigent von verschiedenen Orchestern und Ensembles wie der Kremerata baltica, I solisti L’Aquilani oder der Cappella Istropolitana eingeladen. Mit diesen Orchestern war er zu Gast bei Festivals wie der Styriarte oder in Lockenhaus. Dabei arbeitete er mit Solisten wie Gidon Kremer oder Thomas Larcher sowie mit dem Komponisten Arvo Pärt (mehrere Uraufführungen, Graz 2003 – Kulturhauptstadt Europas) eng zusammen. 
Von 2000 bis 2003 widmete er sich musikalischen Studien und ging dabei sämtlichen 107 Sinfonien Joseph Haydns analytisch auf den Grund, die er in diesen drei Jahren auch einstudierte. 
2002 gründete er das Festival Trigonale – Festival der Alten Musik und stand diesem Festival bis 2006 als Intendant vor. Für dieses Festival engagierte er Künstler wie Jordi Savall, Ton Koopman, Andreas Scholl, Emma Kirkby, Roberta Invernizzi, Giovanni Antonini und Ensembles wie The Hilliard Ensemble, Amsterdam Baroque Orchestra, Il Giardino Armonico, Quadriga Consort und Venice Baroque Orchestra. In diese Zeit fallen auch die Aufführung sämtlicher Beethoven- und Brahms-Symphonien unter seiner musikalischen Leitung.